# Ramillies (Brabante Valão)
Ramillies (em valão: Ramiêye) é um município da Bélgica localizado no distrito de Nivelles, província de Brabante Valão, região da Valônia.